# Федеральний офіс поліції Швейцарії
Федеральний офіс поліції Швейцарії або Федеральна поліція Швейцарії - відділ Федерального департаменту юстиції та поліції Швейцарії, який відповідає за координування діяльності поліції кантонів, федеральних і закордонних правоохоронних органів. Також він контролює Федеральну кримінальну поліцію, яка проводить розслідування організованої злочинності, тероризму та відмивання грошей. Федеральний офіс поліції Швейцарії був створений на початку 2000-их років злиттям декількох агентств в одне під час реорганізації.

## Структура
- Дирекція та управління персоналом - виконує адміністративні задачі та задачі із забезпечення
  - Відділ зв'язків із медіа - надає суспільству інформацію щодо діяльності федерального офісу поліції, відповідає на запити від медіа, публікує щорічний звіт про діяльність федерального офісу поліції. Також відповідає за функціонування вебсайту, консультує голову офісу з питань зв'язків із медіа і суспільством, організовує події.
  - Відділ управління персоналом
  - Швейцарський координаційний центр із протидії торгівлі людьми та нелегальному перевезенню мігрантів
  - Офіс моніторингу відмивання грошей - отримує повідомлення про підозрілі фінансові операції, які можуть бути пов'язані із відмиванням грошей чи фінансуванням тероризму, від фінансових посередників (банків, інвестиційних груп, страхових компаній, тощо) та за потреби передає їх відповідним федеральним чи місцевим правоохоронним органам.
- Бюро міжнародної поліцейської кооперації
  - Операційний центр - центр, який працює цілодобово, для координації діяльності між швейцарськими та закордонними чи міжнародними правоохоронними органами, зокрема Інтерполом і Європолом, а також для координації правоохоронних питань пов'язаних із Шенгенською угодою. Окрім того, операційний центр є кризовим центром для випадків міжнародних правоохоронних криз та для випадків викрадення дітей.
  - Відділ поліцейського співробітництва - отримує запити від закордонних правоохоронних органів та перенаправляє їх до відповідного федерального чи місцевого органу, або ж обробляє запит самостійно. Відділ також займається міжкордонними запитами щодо ідентифікації людей, відбитків пальців, ДНК та іншого. Відділ є відповідальним за діяльність швейцарських поліцейських аташе закордоном, які там представляють інтереси швейцарських правоохоронних органів.
  - Відділ стратегічного поліцейського співробітництва - займається стратегічними аспектами міжнародного поліцейського співробітництва із Інтерполом, ЄС, ООН, Радою Європи, організацією Railpol та іншими.
- Федеральна кримінальна поліція
  - Відділ кримінальних розслідувань - здійснює досудові кримінальні розслідування всіх злочинів, які підпадають під федеральну юрисдикцію. До злочинів, які розслідує відділ, належать: злочини пов'язані із організованою злочинністю, економічні злочини, підробка грошей, фінансування або здійснення терористичної діяльності, злочини проти національної безпеки, шпіонаж, злочини пов'язані із федеральними виборами, зловживання повноваженнями, корупційні злочини, злочини пов'язані із авіацією, порушення законодавства про військові матеріали або атомну енергію, тощо.
  - Швейцарська координаційна група з контролю за кіберзлочинністю
  - Група спеціального призначення TIGRIS
- Служба послуг
  - Відділ ДНК та дактилоскопії
  - Відділ дослідження документів
  - Відділ інформаційних технологій
  - Відділ національних поліцейських інформаційних систем
- Федеральна служба безпеки
  - Відділ особистої безпеки (захист іноземних дипломатичних представництв та осіб, авіаційна безпека)
  - Відділ захисту власності
- Служба ресурсів